# EuroLeague 2002/03
Die Saison 2002/03 war die 3. Spielzeit der EuroLeague unter Leitung der ULEB und die insgesamt 46. Saison des bedeutendsten Wettbewerbs für europäische Basketball-Vereinsmannschaften, der von 1958 bis 2000 von der FIBA unter verschiedenen Bezeichnungen organisiert wurde.
Den Titel gewann erstmals der FC Barcelona aus Spanien.

## Hauptrunde

### Vorrunde
In dieser ersten Phase traten die 24 Mannschaften aufgeteilt in drei Gruppen (A bis C) in Heim- bzw. Auswärtsspielen gegeneinander an bis ein jedes Team 14 Spiele absolviert hatte. Für die nächste Runde qualifizierten sich die fünf besten aus jeder Gruppe sowie der beste Gruppensechste.

### Gruppe A
| Team                | Sp | S  | N  | P+   | P-   |
| ------------------- | -- | -- | -- | ---- | ---- |
| 1. Benetton Treviso | 14 | 11 | 3  | 1253 | 1108 |
| 2. FC Barcelona     | 14 | 11 | 3  | 1137 | 1048 |
| 3. Efes Pilsen      | 14 | 8  | 6  | 1072 | 998  |
| 4. Skipper Bologna  | 14 | 8  | 6  | 1085 | 1087 |
| 5. KK Cibona Zagreb | 14 | 7  | 7  | 1066 | 1118 |
| 6. EB Pau-Orthez    | 14 | 6  | 8  | 1076 | 1124 |
| 7. ALBA Berlin      | 14 | 4  | 10 | 1064 | 1172 |
| 8. AEK Athen        | 14 | 1  | 13 | 1000 | 1098 |

### Gruppe B
| Team                   | Sp | S  | N  | P+   | P-   |
| ---------------------- | -- | -- | -- | ---- | ---- |
| 1. Panathinaikos Athen | 14 | 11 | 3  | 1103 | 1039 |
| 2. TAU Ceramica        | 14 | 9  | 5  | 1126 | 1090 |
| 3. Olimpija Ljubljana  | 14 | 9  | 5  | 1105 | 1052 |
| 4. CB Málaga           | 14 | 7  | 7  | 1060 | 1058 |
| 5. Maccabi Tel Aviv    | 14 | 7  | 7  | 1129 | 1081 |
| 6. Montepaschi Siena   | 14 | 6  | 8  | 1132 | 1092 |
| 7. Žalgiris Kaunas     | 14 | 5  | 9  | 1141 | 1195 |
| 8. Budućnost Podgorica | 14 | 2  | 12 | 1108 | 1297 |

### Gruppe C
| Team                  | Sp | S  | N  | P+   | P-   |
| --------------------- | -- | -- | -- | ---- | ---- |
| 1. ZSKA Moskau        | 14 | 12 | 2  | 1148 | 1004 |
| 2. Ülker Istanbul     | 14 | 10 | 4  | 1115 | 1064 |
| 3. Olympiakos Piräus  | 14 | 7  | 7  | 1066 | 1041 |
| 4. Virtus Bologna     | 14 | 6  | 8  | 1102 | 1119 |
| 5. Asvel Villeurbanne | 14 | 6  | 8  | 1114 | 1138 |
| 6. Real Madrid        | 14 | 6  | 8  | 1094 | 1113 |
| 7. Śląsk Wrocław      | 14 | 5  | 9  | 1039 | 1125 |
| 8. Partizan Belgrad   | 14 | 4  | 10 | 1109 | 1183 |

## Zwischenrunde (Top 16)
In der zweiten Phase der Euroleague wurden die verbliebenen 16 Mannschaften in vier Gruppen (D bis G) zu je vier Teams aufgeteilt. Dabei spiegelte sich das Abschneiden aus der Regulären Saison in der Setzliste für die Auslosung wider. Auch in dieser Phase traten die Mannschaften einer jeden Gruppe in Hin- und Rückspielen gegeneinander an. Die jeweiligen Gruppensieger qualifizierten sich dabei für das Final Four Turnier.

### Gruppe D
| Team              | Sp | S | N | P+  | P-  |
| ----------------- | -- | - | - | --- | --- |
| 1. ZSKA Moskau    | 6  | 5 | 1 | 499 | 399 |
| 2. Efes Pilsen    | 6  | 4 | 2 | 425 | 431 |
| 3. Cibona Zagreb  | 6  | 2 | 4 | 447 | 499 |
| 4. Unicaja Málaga | 6  | 1 | 5 | 474 | 516 |

### Gruppe E
| Team                   | Sp | S | N | P+  | P-  |
| ---------------------- | -- | - | - | --- | --- |
| 1. Montepaschi Siena   | 6  | 4 | 2 | 510 | 484 |
| 2. Skipper Bologna     | 6  | 3 | 3 | 450 | 448 |
| 3. Panathinaikos Athen | 6  | 3 | 3 | 482 | 506 |
| 4. Ulker Istanbul      | 6  | 2 | 4 | 480 | 484 |

### Gruppe F
| Team                | Sp | S | N | P+  | P-  |
| ------------------- | -- | - | - | --- | --- |
| 1. Benetton Treviso | 6  | 6 | 0 | 522 | 452 |
| 2. Maccabi Tel Aviv | 6  | 4 | 2 | 537 | 477 |
| 3. TAU Ceramica     | 6  | 2 | 4 | 502 | 516 |
| 4. Virtus Bologna   | 6  | 0 | 6 | 448 | 564 |

### Gruppe G
| Team                  | Sp | S | N | P+  | P-  |
| --------------------- | -- | - | - | --- | --- |
| 1. FC Barcelona       | 6  | 5 | 1 | 448 | 424 |
| 2. Olympiakos Piräus  | 6  | 3 | 3 | 427 | 419 |
| 3. Olimpija Ljubljana | 6  | 3 | 3 | 445 | 438 |
| 4. ASVEL Villeurbanne | 6  | 1 | 5 | 436 | 475 |

## Final Four Turnier
In einem Turnier das innerhalb eines Wochenendes stattfand, traten je zwei Mannschaften in Halbfinals gegeneinander an. Die Sieger qualifizierten sich für das Finale aus dem der Sieger der EuroLeague hervorging.

### Halbfinale
Die Halbfinalspiele fanden am 9. Mai statt.
| Paarung           | Paarung | Paarung          | Ergebnis |
| ----------------- | ------- | ---------------- | -------- |
| Montepaschi Siena | -       | Benetton Treviso | 62:65    |
| FC Barcelona      | -       | ZSKA Moskau      | 76:71    |

### Spiel um Platz 3
Das Spiel fand am 11. Mai statt.
| Paarung           | Paarung | Paarung     | Ergebnis |
| ----------------- | ------- | ----------- | -------- |
| Montepaschi Siena | -       | ZSKA Moskau | 79:78    |

### Finale
Das EuroLeague Finale fand am 11. Mai 2003 im Palau Sant Jordi in Barcelona, statt.
| Paarung          | FC Barcelona – Benetton Treviso |
| Ergebnis         | 76:65 |
| Datum            | 11. Mai 2003 |
| Stadion          | Palau Sant Jordi, Barcelona |
| Zuschauer        | 16.670 |
| Schiedsrichter   | Nikolaos Pitsilkas, Iztok Rems, Stelios Koukoulekidis |
| FC Barcelona     | Ignacio Rodriguez 2 Punkte, Alfonso Alzamora, Gregor Fučka 17, Patrick Femerling 9, Cesar Bravo, Dejan Bodiroga 20, Juan Carlos Navarro 5, Roberto Dueñas 3, Šarūnas Jasikevičius 8, Rodrigo de la Fuente 11, Anderson Varejão 1, Remon van de Hare Trainer: Svetislav Pešić |
| Benetton Treviso | Marcelo Nicola 5, Tyus Edney 16, Trajan Langdon 8, Riccardo Pittis 4, Denis Marconato 10, Massimo Bulleri 11, Krešimir Lončar, Manutschar Markoischwili 2, Jorge Garbajosa 9, Nick Eppehimer, Thomas Soltau Trainer: Ettore Messina                                          |

## Auszeichnungen

### Regular Season MVP

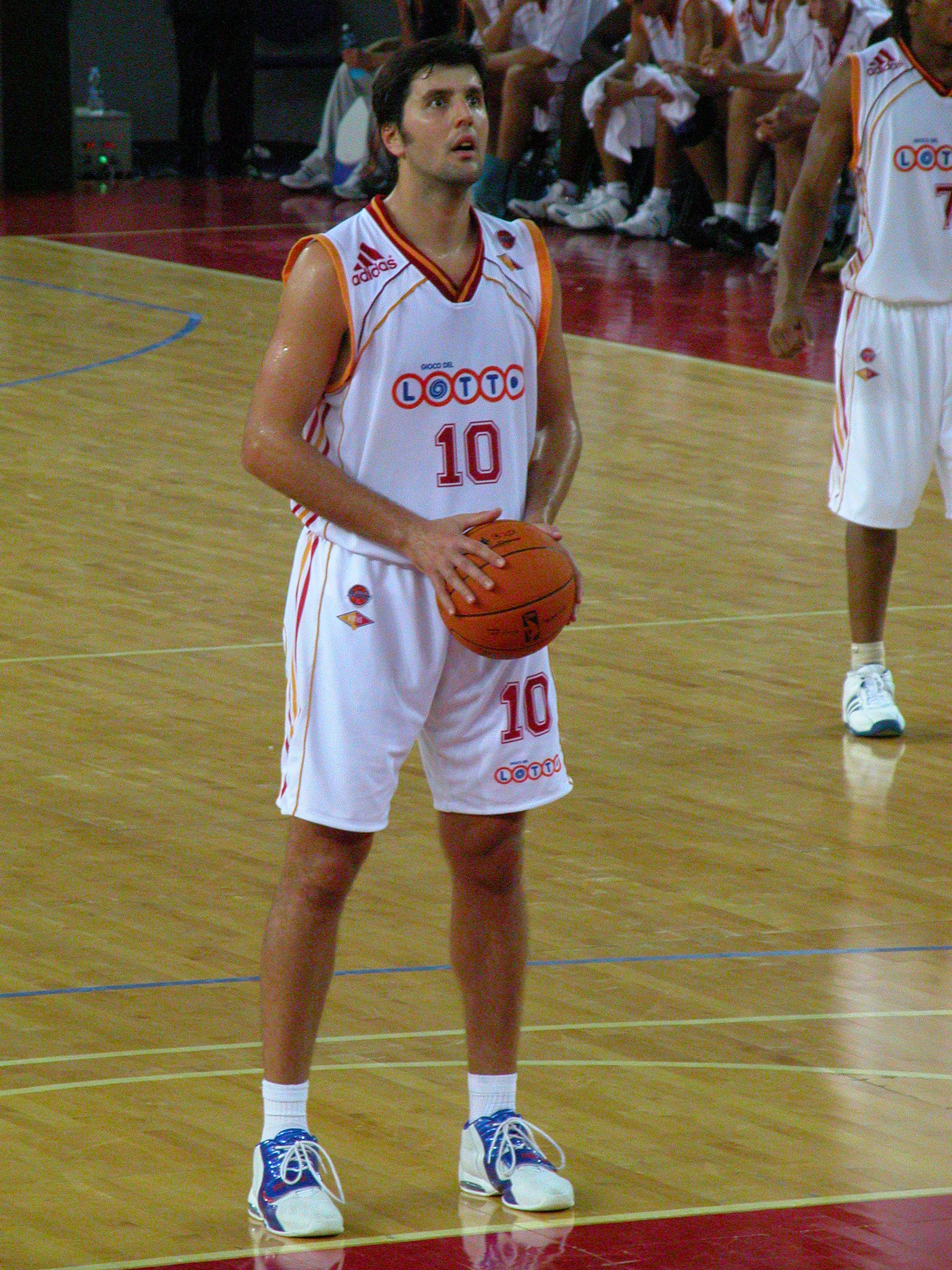
Final Four MVP: Dejan Bodiroga

- Joseph Blair (Ülker Istanbul)

### Top 16 MVP
- Mirsad Türkcan (Montepaschi Siena)

### Final Four MVP
- Dejan Bodiroga (FC Barcelona)

### All Euroleague First Team 2002–2003
- Tyus Edney (Benetton Treviso)
- Alphonso Ford (Montepaschi Siena)
- Dejan Bodiroga (FC Barcelona)
- Jorge Garbajosa (Benetton Treviso)
- Victor Alexander (ZSKA Moskau)

### All Euroleague Second Team 2002–2003
- Miloš Vujanić (Partizan Belgrad)
- Marcus Brown (Efes Pilsen)
- Andrés Nocioni (TAU Ceramica)
- Mirsad Türkcan (Montepaschi Siena)
- Nikola Vujčić (Maccabi Tel Aviv)